# Tom Glocer
Tom Glocer, né le 8 octobre 1959, est un dirigeant d'entreprise américain, président-directeur général de l'agence de presse Reuters, devenue Thomson-Reuters, de 2001 à 2012.

## Biographie
Tom Glocer est diplômé en science politique de l'université Columbia et de l'école de droit de Yale, aux États-Unis. Il commence à travailler pour Reuters en 1993. Il succède à Peter Job en 2001 comme PDG alors qu'il dirige deux divisions du groupe, Reuters Information et Reuters America. C'est le premier Américain et le premier non-journaliste à diriger le célèbre groupe britannique.
L'activité de Reuters recule pendant les cinq premières années après son arrivée aux commandes, tout comme le cours du groupe, passé de 17 livres en 2000 à moins de 1 livre trois ans plus tard. 
Lors du rachat en 2006 par le groupe d'informations financières canadien Thomson, il obtient le feu vert de la Reuters Foundation Share Company, garante de l'indépendance des rédactions de l'agence de presse. Les deux groupes, qui emploient 49 000 personnes à eux deux, s'engagent alors à réduire de 500 millions de dollars leurs coûts en trois ans.  
En décembre 2011, il annonce son départ de la tête de l'agence à compter du 1er janvier 2012, date à laquelle il est remplacé à son poste par James Smith.